# Gloria Swanson
Gloria Josephine Mae Swanson (Chicago, 27 de março de 1899 — Nova Iorque, 4 de abril de 1983) foi uma atriz estadunidense.

## Biografia

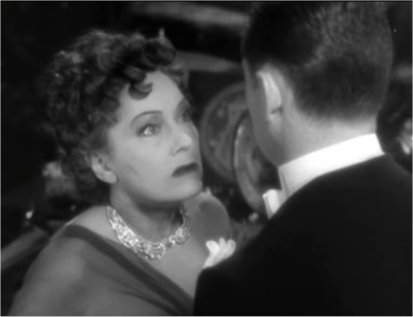
Gloria Swanson em Crepúsculo dos deuses como Norma Desmond

Estreou no cinema, como figurante, no filme The Song of Soul, em 1914. Atuou em diversas comédias de Mack Sennett e, nos anos 1920, já era uma estrela do cinema mudo. Em 1922, atuou no filme mudo Beyond the Rocks, com Rodolfo Valentino, filme que esteve perdido durante muito tempo e só foi reeencontrado em 2004, numa coleção privada na Holanda.
Personificou mulheres extravagantes e seguras, que agiam segundo os seus sentimentos e a sua lógica. Como estrela importante de Hollywood, conseguiu manter a popularidade com o advento do cinema sonoro, com filmes como The Trespasser (1929) e What a Widow! (1930).
Em 1950, atuou em Crepúsculo dos deuses, dirigida por Billy Wilder, onde interpretou "Norma Desmond", uma atriz do cinema mudo incapaz de aceitar o esquecimento. Após alguns projetos no teatro e no rádio, Gloria Swanson interpretou a si mesma em seu último filme, Aeroporto 75, de 1975.
A atriz deixou o cinema em 1932 e tornou-se uma mulher de negócios, mas voltou a filmar posteriormente, quando a convidavam para um papel que lhe agradasse. E foi uma corajosa lutadora pelo não consumo do açúcar refinado que, segundo ela e seus estudos, é um causador de diversas doenças físicas e mentais que atacam o ser humano. Foi casada com William Dufty, escritor de Sugar Blues, um histórico e detalhado documento sobre essa substância tão maléfica.
Na vida privada, ficou famosa por seus sete casamentos, que despertaram sempre o interesse da mídia e, por seu namoro com Joseph Kennedy patriarca dos Kennedy (logo, pai do presidente John Kennedy). Ela teve três filhos: Gloria Swanson Somborn, nascida em 1920, adotou Joseph Patrick Swanson, nascido em 1922, e Michelle Bridget Farmer, nascida em 1932.
Tem duas estrelas na Calçada da Fama, uma em 6748 Hollywood Boulevard, por causa da carreira no cinema, e outra em 6301 Hollywood Boulevard, por causa da atuação na televisão.

## Filmografia
- Airport 1975 (1974)
- Killer Bees (1974)
- Mio figlio Nerone (1956)
- Three for Bedroom C (1952)
- Sunset Blvd. (1950)
- Father Takes a Wife (1941)
- Music in the Air (1934)
- Perfect Understanding (1933)
- Tonight or Never (1931)
- Indiscreet (1931)
- What a Widow! (1930)
- The Trespasser (1929)
- Queen Kelly (1929)
- Sadie Thompson (1928)
- The Love of Sunya (1927)
- Fine Manners (1926)
- The Untamed Lady (1926)
- Stage Struck (1925)
- The Coast of Folly (1925)
- Madame Sans-Gêne (1924)
- Wages of Virtue (1924)
- Her Love Story (1924)
- Manhandled (1924)
- A Society Scandal (1924)
- The Humming Bird (1924)
- Zaza (1923)
- Bluebeard's Eighth Wife (1923)
- Prodigal Daughters (1923)
- My American Wife (1922)

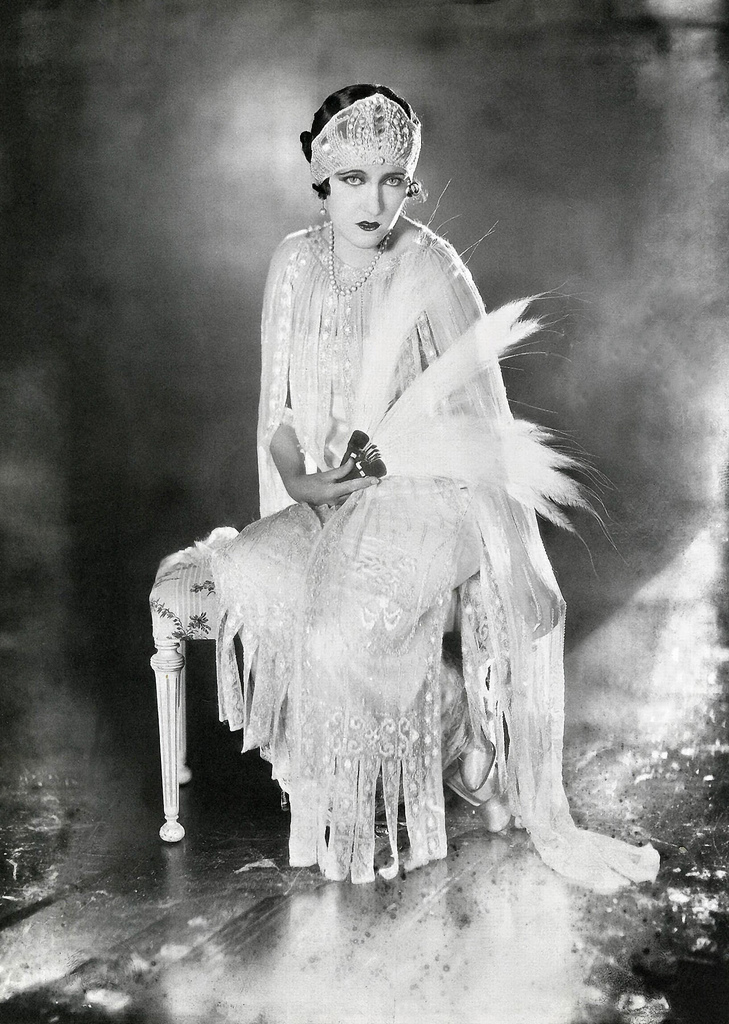
Gloria Swanson, 1921

- The Impossible Mrs. Bellew (1922)
- Beyond the Rocks (1922)
- Her Gilded Cage (1922)
- Her Husband's Trademark (1922)
- Gloria Swanson and Thomas Meighan (1922)
- Don't Tell Everything (1921)
- Under the Lash (1921)
- The Affairs of Anatol (1921)
- The Great Moment (1921)
- Something to Think About (1920)
- Why Change Your Wife? (1920)
- Male and Female (1919)
- For Better, for Worse (1919)
- Don't Change Your Husband (1919)
- Wife or Country (1918)
- The Secret Code (1918)
- Shifting Sands (1918)
- Everywoman's Husband (1918)
- You Can't Believe Everything (1918)
- Station Content (1918)
- Her Decision (1918)
- Society for Sale (1918)
- The Pullman Bride (1917)
- The Sultan's Wife (1917)
- Whose Baby? (1917/II)
- Dangers of a Bride (1917)
- Baseball Madness (1917)
- Teddy at the Throttle (1917)
- Haystacks and Steeples (1916)
- The Danger Girl (1916)
- A Social Cub (1916)
- Hearts and Sparks (1916)
- A Dash of Courage (1916)
- Sunshine (1916)
- The Nick of Time Baby (1916)
- The Broken Pledge (1915)
- The Romance of an American Duchess (1915)
- Sweedie Goes to College (1915)
- The Fable of Elvira and Farina and the Meal Ticket (1915)
- His New Job (1915)
- The Ambition of the Baron (1915)
- At the End of a Perfect Day (1915)
- The Misjudged Mr. Hartley (1915)

## Prêmios e indicações
Foi indicada três vezes ao prêmio Oscar, na categoria de melhor atriz, pelos filmes Sadie Thompson  (1929), The Trespasser (1930) e Sunset Boulevard (1951).